# Toyota Isis
Toyota Isis — пятидверный семиместный минивэн, выпускавшийся компанией Toyota Motor Corporation с сентября 2004 года по 11 декабря 2017 года на самостоятельной платформе.  В Японии Toyota Isis конкурирует с автомобилями Honda Stream и Nissan Lafesta. Автомобиль является преемником модели Gaia. Комплектовался двигателем 1ZZ-FE объёмом 1,8 литра с автоматической коробкой передач либо двухлитровым двигателем с непосредственным впрыском 1AZ-FSE с вариатором до 2007 года. Также присутствует версия с полным приводом. Изначально в 2004 году у Toyota Isis была одна сдвижная дверь, однако позже Toyota поставила обе задние пассажирские двери - сдвижные, с электроприводом (отключаемый с места водителя).
В сентябре 2009 года на внутреннем рынке Японии стартовали продажи обновленного Toyota Isis. Это уже вторая малая модернизация текущего поколения. Главной новостью стала установка под капот Isis обновленных двигателей объемом серии ZR: 2ZR 1,8 и 3ZR 2,0 литра с фирменной системой Valvematic. Все моторы комплектуются вариаторной трансмиссией и весьма экономичны даже в городских условиях. "Спортивная" комплектация Platana (со спортивным уклоном) отличается обвесами, хромированной решеткой радиатора и измененными бамперами. Так же автомобили этой комплектации снабжены задним спойлером. Более жесткая подвеска, интерьер салона темных цветов - все это также включено в версию Platana.
Автомобиль снят с производства 11 декабря 2017 года. В Россию автомобиль официально не поставлялся.